# Claytonia
Genre
Classification APG III (2009)
Claytonia (les Claytonies) est un genre de plantes de la famille des Montiaceae. Il était classé selon la classification de Cronquist dans la famille des Portulacaceae. Claytonia a été nommé en l'honneur de John Clayton, un botaniste américain correspondant de Carl von Linné et de Laurentius Theodorus Gronovius. Plusieurs espèces étaient classées dans le passé dans le genre Montia.  

## Liste d'espèces
Selon ITIS :
- Claytonia perfoliata ssp. perfoliata var. nubigena (Greene) Poelln.
- Claytonia perfoliata ssp. perfoliata var. perfoliata Donn ex Willd.
- Claytonia perfoliata ssp. perfoliata var. utahensis (Rydb.) Poelln.
- Claytonia spathulata var. spathulata Dougl. ex Hook.
- Claytonia acutifolia Pallas Ex J. A. Schultes
- Claytonia acutifolia Pallas ex J.A. Schultes
- Claytonia arctica M.F. Adams
- Claytonia arenicola Henderson
- Claytonia caroliniana Michx.
- Claytonia cordifolia S. Wats.
- Claytonia eschscholtzii Cham.
- Claytonia exigua Torr.&Gray
- Claytonia gypsophiloides Fisch.&C.A. Mey.
- Claytonia heterophylla (Torr.&Gray) Swanson
- Claytonia lanceolata Pall. ex Pursh
- Claytonia megarhiza (Gray) Parry ex S. Wats.
- Claytonia nevadensis S. Wats.
- Claytonia ogilviensis McNeill
- Claytonia palustris Swanson&Kelley
- Claytonia parviflora Dougl. ex Hook.
- Claytonia perfoliata Donn ex Willd.
- Claytonia rosea Rydb.
- Claytonia rubra (T.J. Howell) Tidestrom
- Claytonia sarmentosa C.A. Mey.
- Claytonia saxosa Brandeg.
- Claytonia scammaniana Hultén
- Claytonia sibirica L.
- Claytonia spathulata Dougl. ex Hook.
- Claytonia tuberosa Pallas ex J.A. Schultes
- Claytonia umbellata S. Wats.
- Claytonia virginica L.
- Claytonia washingtoniana (Suksdorf) Suksdorf